# Потапов, Василий Иванович (кораблестроитель)
Василий Иванович Потапов (около 1763—1805) — русский кораблестроитель конца XVIII-начала XIX века, корабельный мастер.

## Биография
В мае 1781 года поступили в контору главного командира архангельская порта писцом. 1 января 1786 года произведён в тиммерманские ученики 2 класса, с определением в Херсон.

### Служба на Херсонской верфи
С 1786 года принимал участие в строительстве кораблей для Черноморского флота на Херсонской верфи. 1 мая 1789 года произведён в обученные тиммерманы. 27 февраля 1 796 года стал корабельным подмастерьем прапорщицкого чина. 1 мая 1797 года произведён в чин поручика, а 2 ноября 1798 года получил чин корабельного мастера 8 класса.
С 1798 года начал самостоятельно строит корабли. 9 марта 1798 года Василий Потапов на Херсонской верфи по проекту корабельного мастера А. С. Катасанова, чертежам Д. А. Масальского и В. А. Сарычева заложил 74-пушечный линейный корабль «Мария Магдалина Вторая»
, который построил и спустил на воду 7 августа 1799 года.
6 ноября 1799 года В. И. Потапов совместно с корабельным мастером В. А Сарычевым заложили в Херсоне 68-пушечный линейный корабль «Варахаил», который был спущен на воду 12 октября 1800 года и 44-пушечный фрегат «Назарет» (спущен на воду 12 октября 1800 года). В 1800 году был командирован в Севастополь для килевания кораблей: 74-пушечного «Святая Параскева» и 66-пушечного «Владимир». 21 октября 1880 года за отличную постройку кораблей «Варахаил» и «Назарет» произведён корабельные мастера 7 класса.
10 января 1801 года на Херсонской верфи Потапов заложил 54-пушечный фрегат «Крепкий», который после спуска на воду 10 ноября 1801 года вошёл в состав Черноморского флота России. 9 марта 1801 года на Херсонской верфи заложил 110-пушечный линейный корабль «Ратный», который был построен и спущен на воду 18 ноября 1802 года. Также вошёл в состав Черноморского Флота.
15 июля 1803 года был определён присутствующим в херсонскую контрольную экспедицию. 1 августа 1805 года переведён в херсонское адмиралтейство.
25 Сентября 1805 года Василий Иванович Потапов скончался в Херсоне.